# Frank Swift
Frank Victor Swift (ur. 26 grudnia 1913, zm. 6 lutego 1958) – angielski piłkarz, który występował na pozycji bramkarza. Dziewiętnastokrotny reprezentant kraju.
Swift podpisał kontrakt w 1932 roku z Manchesterem City, w którym zadebiutował 25 grudnia 1933 w meczu przeciwko Derby County na Baseball Ground. 28 maja 1934 zagrał w finale Pucharu Anglii, w którym City pokonało Portsmouth 2:1. W mistrzowskim dla klubu sezonie 1936/1937 wystąpił we wszystkich 42 meczach.
28 września 1946 zaliczył pierwszy występ w reprezentacji Anglii. Po raz ostatni zagrał 7 września 1949 roku. Zginął tragicznie 6 lutego 1958 w katastrofie lotniczej w Monachium, będąc dziennikarzem News of the World.